# Anton Thor Helle
Anton thor Helle (batizado em 28 de outubro de 1683, em Tallinn - 24 de abril de 1748, em Jüri) foi um pastor, gramático e tradutor da Bíblia em estoniano.

## Nome
O nome Anton Thor Helle foi usado em várias formas. As seguintes formas do nome estão listadas na coleção de textos da literatura estoniana mais antiga: Anton Thor Helle; Anton thor Helle; Anton Thorhelle; Anton torHelle; Anton thorHelle; Anthonij Torhelle; Anton Thor-Helle.
Thor em seu nome é uma partícula nobre, que apareceu nas formas thor, Thor e tor. De acordo com Kristiina Ross, o próprio Anton thor Helle escreveu a partícula em seu nome com uma letra maiúscula e às vezes também apareceu na forma escrita junto com seu sobrenome. Ross conclui que Helle e seus contemporâneos trataram a partícula como parte de um nome próprio e, portanto, o composto em maiúscula Thor Helle deve ser considerado seu nome próprio.

## Biografia
Anton Thor Helle nasceu em Tallinn, filho de um comerciante alemão de mesmo nome. Sua data exata de nascimento é desconhecida, pois apenas informações sobre seu batismo na Igreja de São Nicolau de Tallinn em 28 de outubro de 1683 sobreviveram. Frequentou o Ginásio de Tallinn e depois foi para a Alemanha, onde estudou teologia na Universidade de Quiel. Não há informações sobre seu retorno e seu destino durante a Grande Guerra do Norte. A partir de 1713, trabalhou como pároco de Jüri, perto de Tallinn, onde, em 1721, fundou uma escola sacristã. Em 1715, foi eleito assessor extraordinário do Consistório da Estônia e em 1721, assessor ordinário. Em 1740, tornou-se também pároco de Kose e, em 1742, foi nomeado Deão do condado de Ida-Harjumaa.
Em 1713, Thor Helle casou-se com Catharine Helene, filha do pastor Knieper, com quem teve uma filha. Casou-se pela segunda vez em 1725 com Maria Elisabeth Oldecop, filha do ceifeiro de Tallinn, com quem teve cinco filhos. No entanto, nada se sabe sobre seus descendentes mais distantes e acredita-se que a família esteja definitivamente extinta.
O Novo Testamento foi traduzido para o sul da Estônia em 1686 (norte da Estônia, 1715); em sua tradução da Bíblia (1739), Anton Thor Helle uniu os dois dialetos baseados no norte da Estônia. Ele fazia parte de um grupo de pastores pietistas ativos em Tallinn e seus arredores no início do século XVIII, que conheciam bem o estoniano e eram entusiasticamente dedicados à propagação da Palavra de Deus e da literatura espiritual em estoniano. Como resultado da atividade deste grupo, em 1739, a primeira tradução de toda a Bíblia para o estoniano apareceu por iniciativa e sob a liderança de Anton Thor Helle. Havia muitos tradutores, e Thor Helle traduziu apenas algumas partes, mas ele editou e compilou toda a tradução.
Um pré-requisito para a tradução da Bíblia era compilar uma nova gramática estoniana prescritiva a ser usada na tradução. Thor Helle começou a escrever seu Kurzgefaßte Anweisung zur Ehstnischen Sprache ('Guia Conciso para a Língua Estoniana') em 1713, mas como estava ocupado editando a tradução da Bíblia, seus colegas clérigos, principalmente Eberhard Gutsleff, o Jovem, contribuíram para a compilação da gramática. A gramática foi publicada em 1732, com 419 páginas. Ela também contém provérbios, ditados, enigmas, nomes de plantas e uma lista de nomes de ruas de Tallinn e paróquias estonianas, bem como um dicionário estoniano. Os dez contos instrutivos em forma de diálogo no final da gramática, escritos por Thor Helle, Gutsleff e outros, podem ser considerados o início da escrita narrativa em estoniano.
Apesar de sua ortografia e gramática terem sido suplantadas na segunda metade do século XIX, a tradução de Thor Helle permaneceu como a Bíblia estoniana até meados do século XX. Uma edição da mesma tradução na nova ortografia apareceu em 1889, mas a nova tradução completa da Bíblia só apareceu em 1968. O aparecimento da tradução da Bíblia de Thor Helle também significou que a língua escrita do estoniano do sul, estando em posição de igualdade com a língua literária do estoniano do norte, começou a ser marginalizada, e foi a língua do estoniano do norte que se tornou a base da língua literária unificada do estoniano.

Thor Helle também orientou o desenvolvimento da língua estoniana com outros livros. Por exemplo, com sua participação, a partir de 1700-1702, surgiu Ma Kele Koddonink Kirko-Ramat ('O Livro do Lar e da Igreja em Vernáculo'), reeditado em 1721 em formato revisado, e, em 1850, já havia 46 reimpressões. O conselho editorial deste manual também publicou uma tradução de uma obra do pietista alemão J. A. Freylinghausen, Jummala Nou Inimesse iggawestesse õnnistussest ('Conselho de Deus à Humanidade para a Bênção Eterna', 1727).